# Tamang
I Tamang (noti anche come Murmi) sono uno dei diversi gruppi etnici del Nepal, di origine tibeto-birmana.
Vivono prevalentemente nella valle di Kathmandu e a est della capitale (particolarmente numerosi nel distretto di Kavre). Costituiscono il 5,6% della popolazione del Nepal, con 1.280.000 persone secondo il censimento del 2001. Parlano una lingua non dissimile dal tibetano e dallo sherpa.
Il nome tamang, in tibetano, significa "mercanti di cavalli", il che fa pensare che siano entrati inizialmente in contatto con le popolazioni locali (soprattutto i Newari) per motivi commerciali, fino a sedentarizzarsi nei territori dell'attuale Nepal orientale.
Oggi sono noti per la loro conoscenza delle montagne dell'Himalaya e svolgono frequentemente l'attività di portatori, al pari degli Sherpa.
Tra i Tamang è particolarmente diffuso il buddhismo (90,26% contro il 7,69 induista), a volte mescolato con elementi dell'antica religione Bön. Il Lama (sacerdote) ha un ruolo centrale all'interno della comunità e celebra tutte le maggiori funzioni (matrimoni e funerali).
Molti clan tamang proibiscono il matrimonio interetnico, altri lo consentono con membri delle etnie Gurung, Magar, Newari e Chhetri. In ogni caso, è proibito il matrimonio all'interno dello stesso clan.